# Rudniki (obwód lwowski)
Rudniki (ukr. Рудники) – wieś na Ukrainie. Należy do rejonu stryjskiego w obwodzie lwowskim i liczy 1650 mieszkańców.
W II Rzeczypospolitej do 1934 roku wieś stanowiła samodzielną gminę jednostkową w powiecie żydaczowskim w woj. stanisławowskim. W związku z reformą scaleniową została 1 sierpnia 1934 roku włączona do nowo utworzonej wiejskiej gminy zbiorowej gminy Mikołajów nad Dniestrem w tymże powiecie i województwie. Po wojnie wieś została odłączona od Polski i włączona do Ukraińskiej SRR.